# Zagonetka (1945.)
Zagonetka: časopis za pouku i zabavu hrvatski zagonetački tjednik iz Zagreba. Prvi broj izašao je 1. rujna 1945., a posljednji 5. siječnja 1946. godine. Glavni urednik bio je Marijan Jurčec. Izdavač je bio je K. Filipović, a tiskan je u Vjesniku. ISSN je 1846-6052.